# Balance inertielle
Une balance inertielle est un dispositif qui permet de mesurer la masse inertielle (par opposition à la masse gravitationnelle pour une balance ordinaire) et qui peut être utilisé dans un environnement de microgravité où le poids est négligeable (p. ex., dans la Station spatiale internationale).
Le principe de fonctionnement d'une balance inertielle est basé sur un système masse-ressort en vibration. La fréquence de vibration dépend de la masse inconnue : elle est d'autant plus élevée que la masse est faible. L'objet à mesurer est placé dans la balance inertielle, et un mécanisme à ressort déclenche l'oscillation. Le temps nécessaire pour effectuer un nombre donné de cycles est mesuré. Connaissant la constante caractéristique du ressort et le coefficient d'amortissement du système de ressort, la masse de l'objet peut être calculée selon le modèle de l'oscillateur harmonique.